# 澎湖縣多功能綜合體育館

澎湖縣多功能綜合體育館是一座位於澎湖縣馬公市的綜合體育館。體育館是一座地下一層地上三層的建築，於2018年2月8日舉行動土典禮，2020年7月29日落成啟用。本體育館的啟用也取代了於2020年5月拆除的澎湖縣立體育館，成為馬公市主要的體育場館。

## 簡介
- 1樓為可容納2000人的綜合球場（2面籃球場、4面排球場或6面羽球場）。
- 2樓為韻律舞蹈教室和綜合教室。
- 3樓為體適能中心、兒童遊戲室及閱覽室。
- 地下1樓為100個機車位。